# Walking on a Thin Line
Walking on a Thin Line je třetí studiové album kapely Guano Apes. Bylo vydáno 3. února 2003 vydavatelstvím BMG a obsahuje singly "You Can't Stop Me", "Pretty in Scarlet" and "Quietly".
Album bylo v Německu zlaté (100 000 prodaných kopií).

## Skladby
1. "You Can't Stop Me" – 3:13
2. "Dick" – 2:42
3. "Kiss the Dawn" – 5:19
4. "Pretty in Scarlet" – 4:06
5. "Diokhan" – 3:34
6. "Quietly" – 3:37
7. "High" – 3:23
8. "Sing That Song" – 3:02
9. "Scratch the Pitch" – 3:47
10. "Plastic Mouth" – 4:04
11. "Storm" – 3:47
12. "Sugar Skin" – 4:13
13. "Counting The Days" –
14. "Electric Nights" -

### Bonusové skladby
Album bylo vydáno ve speciální edici Digipak (stejně jako předchozí Don't Give Me Names)se dvěma bonusovými skladbami: "Electric Nights" (vloženo mezi skladby "Diokhan" a "Quietly") a "Counting the Days" (vloženo za "Plastic Mouth").